# Arma (geslacht)
Arma is een geslacht van wantsen uit de familie schildwantsen (Pentatomidae). Het geslacht werd voor het eerst wetenschappelijk beschreven door Carl Wilhelm Hahn in 1832.

## Soorten
Het genus bevat de volgende soorten:

- Arma chinensis Fallou, 1881
- Arma custos (Fabricius, 1794)
- Arma ferruginea (Hsiao & Cheng, 1977)
- Arma insperata Horváth, 1899
- Arma koreana Josifov & Kerzhner, 1978
- Arma maculata L.Y. Zheng, 1980
- Arma tuberculata (W. I Yang, 1935)
- Arma velata Walker, 1868